# Lukavac (Chorwacja)
Lukavac – wieś w Chorwacji, w żupanii virowiticko-podrawskiej, w mieście Slatina. W 2011 roku liczyła 99 mieszkańców.